# فرنسيس ورلي
فرنسيس ورلي هو سياسي أمريكي، ولد في 23 ديسمبر 1913 في Latimore Township, Pennsylvania ‏ في الولايات المتحدة، وتوفي في 8 مايو 2003 في يورك سبرينغز في الولايات المتحدة. نشط حزبياً في الحزب الجمهوري. وقد انتخب عضو مجلس نواب بنسيلفانيا ‏.